# Фрідріх Фюллеборн
Фрідріх Фюллеборн (повне ім'я нім. Friedrich Georg Hans Heinrich Fülleborn; 13 вересня 1866, Хелмно, Західна Пруссія — 9 вересня 1933, Гамбург) — німецький фахівець з тропічної медицині та природознавець.

## Біографія
Фюллеборн вивчав з 1888 по 1893 рік медицину і природничі науки в Берлінському університеті. У 1895 році отримав докторський ступінь.
Вже в 1896 році приєднався до німецьких військ у німецькій Східній Африці як імператорський урядовий лікар, узяв участь у боях проти племені хехе. Здійснив під час служби декілька експедицій у навколишні гори.
У 1901 році його призначено штатним працівником кафедри тропічної медицини і тропічної гігієни в Гамбурзькому інституті морських і тропічних хвороб. У 1907 році йому присвоєне вчене звання професора. За час роботи він здійснив поїздки з метою досліджень по тропічній медицині до Індії, Китаю, Єгипту, а також до Північної та Південної Америки.
Під час Першої світової війни був полковим лікарем на Західному фронті, потім гігієністом в Македонії та Франції. Отримав Залізний Хрест і медаль за поранення.

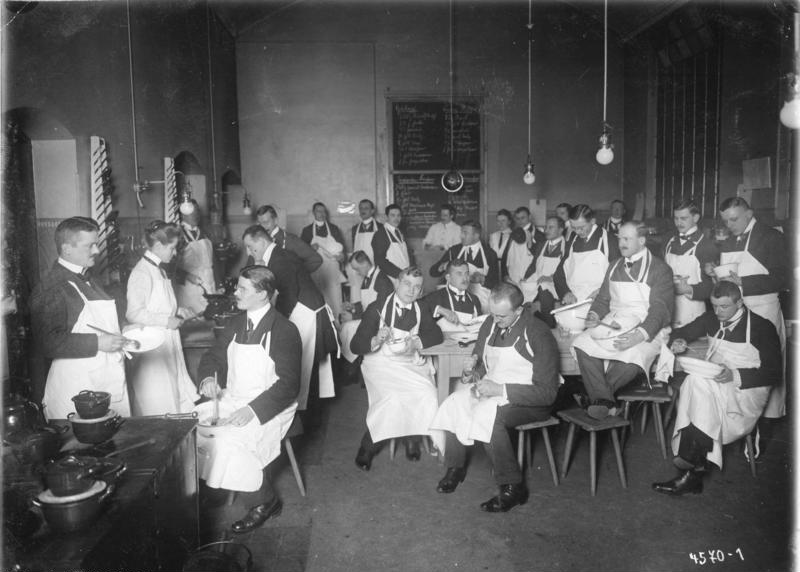
Курс у Гамбурзькому інституті тропічної медицини під керівництвом професора Фюллеборна

У 1916 році Фюллеборн передав посаду головного редактора «Архіву суднової і тропічної гігієни», першого незалежного журналу тропічної медицини в Німеччині, Карлу Менсу. Іншими редакторами були колеги Фюллеборна по інституту Мартін Майєр та Пітер Мюленс.
у 1927 році на прохання уряду Аргентини взяв участь у кампанії боротьби з анкілостомозами в країні.
З 1930 року обіймав посаду директора Гамбурзького інституту морських і тропічних хвороб, змінивши його першого директора Бернгарда Нохта, який пішов з посади після того, як виповнилося 30 років його керування інститутом.
Велике значення мали його роботи по діагностиці гельмінтозів. Під час своїх досліджень він помітив, що яйця гельмінтів спливають на поверхню сольового розчину. Тоді він запропонував один з методів збагачення при проведенні копрологічного дослідження на яйця гельмінтів, який отримав його ім'я. Заснований на тому, що в насиченому розчині кухонної солі яйця гельмінтів одних видів (з невеликою питомою вагою) спливають і накопичуються в поверхневій плівці, а інших (з великою питомою вагою) — осідають на дно. Фюллеборн брав 10 грам фекалій, які повільно розмішував у 100 мілілітрах насиченого розчину кухонної солі. Фільтрував це через марлю, відстоював 80 хвилин при кімнатній температурі. Надалі дротяною петлею діаметром 0,8-0,9 міліметрів торкався до поверхні розчину, що утворювало всередині петлі плівку з яйцями. Чотири таких плівки наносив на одне предметне скло і акуратно накривав покривним склом, а далі роздивлявся під світловим мікроскопом.
Він є автором більше 100 наукових робіт, присвячених вивченню спирохет, найпростіших і гельмінтів. Він детально вивчив морфологію мікрофілярій і цикл їх розвитку в тілі проміжних хазяїв комарів, розробив питання діагностики, клінічного перебігу, епідеміології, географічного поширення і хіміотерапії філяріїдозів. Він вивчав проблеми гематогенної міграції личинок аскарид, йому належать роботи, присвячені експериментальної інтрауретральної інвазії при аскаридозі, шляхах міграції аскарид, пропускної здатності кровоносних капілярів для личинок нематод і просуванню їх за участю війкового епітелію дихальних шляхів, а також міграції личинок кишкових вугриць, анкілостом і аскарид у тілі хазяїна.
На його честь названо цихлід Labeotropheus fuelleborni, що мешкають в озері Ньяса, птаха Laniarius fuelleborni, у Новій Гвінеї — маленьке містечко Фюллеборн.

## Основні наукові твори
- Про проникність кровоносних капілярів для личинок нематоди або для нерухомих тіл аналогічної товщини, а також про транспортування таких структур через війковий епітелій дихальних шляхів / Über die Durchlässigkeit der Blutkapillaren für Nematodenlarven bzw. für unbewegliche Körper von ähnlicher Dicke, sowie über den Transport solcher Gebilde durch das Flimmerepithel der Luftwege — Leipzig: Joh. Ambr. Barth, 1925
- Про поведінку личинок Strongyloides stercolaris, нематод та аскарид у тілі хазяїна та спробу інтерпретувати це біологічно Über das Verhalten der Larven von Strongyloides stercolaris, Hakenwürmern und Ascaris lumbricoides im Körper des Wirtes und ein Versuch, es biologisch zu deuten. — Leipzig: Joh. Ambr. Barth, 1927